# Omer Nishani

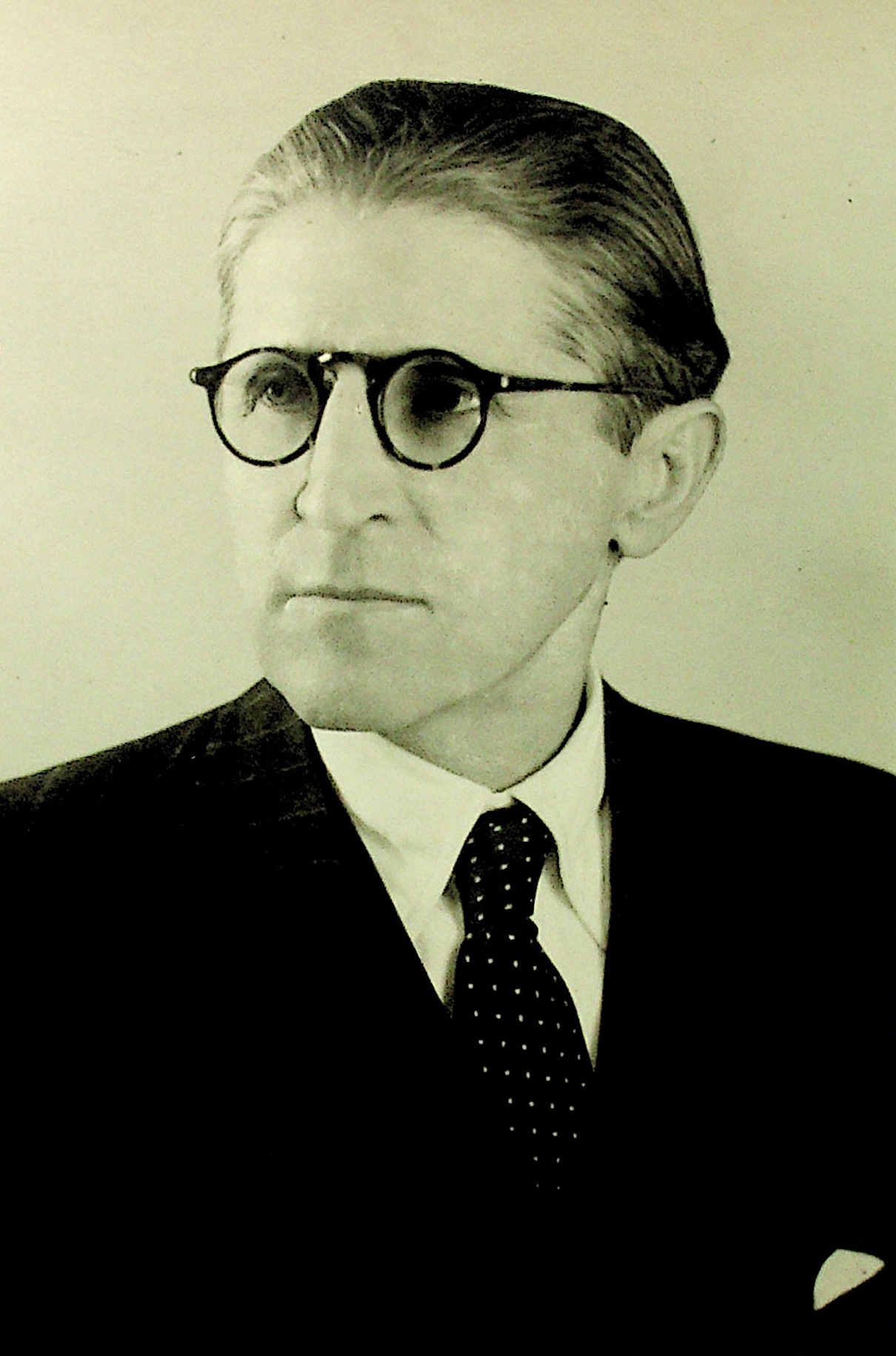

Omer Nishani (* 5. Februar 1887 in Gjirokastra; † 26. Mai 1954) war ein albanischer Politiker.

## Leben und Karriere
Nishani stammte aus Gjirokastra. Während des Zweiten Weltkriegs war er ein antifaschistischer Theoretiker. Er war Vorsitzender des aus 118 Personen bestehenden Antifaschistischen Rats der nationalen Befreiung, der im Mai 1944 vom Kongress von Përmet als Übergangsparlament gewählt wurde, und somit De-facto-Präsident des befreiten Albaniens. Von 1944 bis 1946 war er Außenminister und 1946 Vorsitzender des Präsidiums der Konstituierenden Versammlung (Asamblea Kushtetuese), danach von 1946 bis 1953 als Präsidiumsvorsitzender der Volksversammlung das erste Staatsoberhaupt nach dem Zweiten Weltkrieg in der Volksrepublik Albanien. Im Jahr 1947 repräsentierte er Albanien bei einer Konsultation der Alliierten in Paris. Sein Nachfolger als Staatsoberhaupt war Haxhi Lleshi. 1954 beging er Suizid.